# Dude Ranch (Modern Family)
Dude Ranch é o primeiro episódio da terceira temporada da série Modern Family. O episódio foi exibido originalmente pela ABC no dia 21 de setembro de 2011 nos EUA.

## Sinopse
A familia favorita da américa decide vestir suas botas e chapéus de vaqueiros e voar para Jackson Hole, Wyoming para um momento de lazer e aventura ao ar livre. Enquanto estavão de férias no Lost Creek Ranch, eles tentam a sorte no pastoreio de gado, tiro ao alvo e equitação.

## Críticas
Na sua transmissão original estadunidense "Dude Ranch", ao lado do episódio seguinte, "When Good Kids Go Bad", foi visto por cerca de 14.540 mil famílias. Isto marcou um aumento de 18% nos índices de audiência da estréia da segunda temporada, "The Old Wagon", tornando-se o episódio de maior audiência e mais visto da série e a melhor estréia no ABC em seis anos. O episódio também ficou em primeiro lugar em seu horário, batendo o amplamente promovido novo reality show da Fox, The X Factor, e a série de drama Criminal Minds da CBS.
O episódio recebeu críticas positivas. Maris Kreizman do New York chamou o episódio de "não muito surpreendente e um pouco sentimental, mas charmoso mesmo assim". Ela também elogiou o desenvolvimento da personagem Alex comentando que "foi bom ver um pouco de desenvolvimento de personagem real para a Alex." A revisora do The AV Club, Donna Bowman, comparou o episódio ao episódio da segunda temporada "Halloween" e deu ao episódio um B+. O revisor do HitFix Alan Sepinwall sentiu que "Dude Ranch" foi o mais fraco episódio da hora, e comentou que "episódios de férias de séries, no geral, tendem a não ser muito bons. Houve exceções [...] "Dude Ranch" infelizmente não foi uma delas." Apesar disso, ele elogiou as subtramas das crianças, mas criticou as acontecimentos com os adultos chamando-os de "muito menos memoraveis".
Henry Hanks, da CNN, disse que o episódio foi igual em qualidade ao episódio da primeira temporada "Hawaii", dizendo que o episódio mostrou mais uma vez porque esse é um dos shows mais consistente e engraçados na TV. Escritora do "Cole", Christina Ziemba disse que o episódio mostrou que a série mereceu a vitória no Emmy dizendo que era "cheio de ótimas piadas, piadas o tempo todo". Vários críticos elogiaram a parformance de Nolan Gould no episódio como Luke.

## Produção e temáticas
"Dude Ranch" foi escrito por Paul Corrigan, Brad Walsh e Dan O'Shannon. O episódio foi dirigido por Jason Winer, seu primeiro trabalho de diretor desde a primeira temporada. O episódio foi ao ar em 21 de setembro de 2011, junto com "When Good Kids Go Bad". "Dude Ranch" foi filmado entre 17 e 19 de agosto de 2011, em Jackson Hole, Wyoming. Outras cidades que foram consideradas são Tucson, Arizona e Bozeman, Montana. Tim Blake Nelson estrelou o episódio como um cowboy que "intimida os caras e faz os corações das garotas dispararem". Reid Ewing retornou como Dylan, em sua última aparição na série até reaparecer no episódio intitulado "Disneyland".
Próximo ao final da segunda temporada, houve rumores indicando que os produtores poderiam trocar a intérprete para o papel de Lily e mudando sua idade de bebê para criança. Em julho de 2011, uma chamada de elenco para uma "filha de 3 a 4 anos de Mitchell e Cameron" foi feita pelos produtores. O co-criador e produtor executivo Steven Levitan afirmou que:
Foi uma decisão difícil e isso não teve nada a ver com a nossa vontade de melhorar a atuação ou aumentar a idade da personagem. As gêmeas que interpretavam o papel (Jaden e Ella Hiller) não estavam felizes. Começamos a achar que estávamos sendo maldosos com essas garotinhas, obrigando-as a subir no palco. E a personagem está chegando a uma idade em que consegue falar, isso seria uma vantagem para nós, ter Cam e Mitch se comunicando com ela.

Eles eventualmete escalaram Aubrey Anderson-Emmons para interpretar Lily criança, substituindo as irmãs gêmeas Jayden e Ella Hiller. O episódio também apresenta a adição de dois novos escritores, Ben Karlin como produtor consultor e Cindy Chupack como coprodutora executiva.

O episódio lida principalmente com os personagens homens e "as falhas e fraquezas dos homens", daí o título do episódio, "Dude Ranch". Mitchell lida com o fato de não ser másculo o suficiente para criar um menino, enquanto Jay lida com o cowboy flertando com Gloria. Phil tenta ganhar o respeito de Jay, um tema recorrente em vários outros episódios. Eventualmente, todos os personagens ganham confiança quando Mitchell explode uma casa de passarinho com Luke, Jay enfrenta o cowboy e Phil enfrenta Jay.